# Paranthrene tubercula
Paranthrene tubercula is een vlinder uit de familie van de wespvlinders (Sesiidae). De wetenschappelijke naam van de soort is voor het eerst geldig gepubliceerd in 1982 door de Freina.